# Линьгао
Линьга́о (кит. упр. 临高, пиньинь Língāo) — уезд провинциального подчинения провинции Хайнань (КНР).

## История
Во времена империи Суй в 607 году был создан уезд Пишань (毗善县). После смены империи Суй на империю Тан уезд был в 622 году переименован в Фуло (富罗县), а его восточная часть была выделена в отдельный уезд Линьцзи (临机县). В 713 году уезд Линьцзи был переименован в Линьгао.
В эпоху Пяти династий и десяти царств, когда эти места находились в составе государства Южная Хань, уезд Фуло был в 957 году расформирован, а его земли частично вошли в состав уезда Линьгао.
После перехода острова Хайнань под контроль КНР был создан Административный район Хайнань (海南行政区) провинции Гуандун, и уезд вошёл в его состав. 1 декабря 1958 года уезды Чэнмай и Линьгао были объединены в уезд Цзиньцзян (金江县). В 1959 году уезд Цзиньцзян был переименован в Чэнмай. 30 мая 1961 года уезд Линьгао был вновь выделен из уезда Чэнмай.
В 1970 году Административный район Хайнань был переименован в Округ Хайнань (海南地区), но в 1972 году округ снова стал административным районом.
13 апреля 1988 года Административный район Хайнань был преобразован в отдельную провинцию Хайнань.

## Административное деление
Уезд делится на 10 посёлков.

## Экономика
Вдоль побережья Линьгао развиты морское рыболовство и разведение рыбы в садках. В 2023 году общий объем производства рыбы в уезде составил 426,8 тыс. тонн, а добавленная стоимость рыбного промысла достигла 11,524 млрд юаней.